# Astroceramus brachyactis
Astroceramus brachyactis is een zeester uit de familie Goniasteridae.
De wetenschappelijke naam van de soort werd in 1941 gepubliceerd door Hubert Lyman Clark.